# Thelymitra chasmogama
Thelymitra chasmogama är en orkidéart som beskrevs av Richard Sanders Rogers. Thelymitra chasmogama ingår i släktet Thelymitra och familjen orkidéer. Inga underarter finns listade i Catalogue of Life.